# Али ибн Абдуррахман аль-Хузайфи
Али ибн Абдуррахман аль-Хузайфи (араб. علي بن عبد الرحمن الحذيفي‎; род. 22 мая 1947, Аль-Карн Аль-Мустаким, провинция Мекка, Саудовская Аравия) — саудовский имам и хатиб Масджид ан-Набави, а также бывший имам мечети Куба. Широко известен его стиль чтения Корана в медленном и глубоком темпе.

## Биография
В 1972 году он получил степень бакалавра права в Исламском университете имама Мухаммеда бин Сауда. В 1975 году он получил степень магистра исламского права в Университете Аль-Азхар, а затем получил докторскую степень в том же университете.
В 1979 году он стал имамом мечети Масджид ан-Набави. В 1981 году, во время месяца Рамадан, он был назначен имамом молитвы Таравих в мечети Аль-Харам, а затем вернулся в Великую мечеть Медины, где продолжает возглавлять молитвы.
В 1987 году он недолгое время исполнял обязанности имама и хатиба мечети Куба.